# Duma coccoloboides
Duma coccoloboides är en slideväxtart som först beskrevs av John McConnell Black, och fick sitt nu gällande namn av T.M.Schust.. Duma coccoloboides ingår i släktet Duma och familjen slideväxter. Inga underarter finns listade i Catalogue of Life.